# Bengt Fredrik Fries
Fredrik Bengt Fries (24 de agosto de 1799, Helsingborg - 7 de abril de 1839, Estocolmo) fue un zoólogo sueco. Estudió en la Universidad de Lund.

## Trabajos
- Monographia tanyporum Sueciae. Con Carolo Frederico Fallen, 17 pp. 1823
- Observationes entomologicæ. 1824
- Beskrifning nya insekter från Colombien. 1833
- Skandinaviens Fiskar, malade efter lefvande exemplar och ritade l' a sten. Stockholm: P. A. Norstedt & Soner (A history of Scandinavian fishes 1836-57. Con Carl Ulric Ekström [1] and Carl Jakob Sundevall
- A history of Scandinavian fishes. Parte 1. Con Carl U. Ekström, Carl Jacob Sundevall. Editor F. A. Smitt, ilustró Wilhelm von Wright. 2ª edición de P. A. Norstedt & Söner, publ., 744 pp. 1892
- Ichthyologiska Bidrag. Editor P.A. Norstedt & Söner, 65 pp. 1938

## Abreviatura (zoología)
La abreviatura Fries  se emplea para indicar a Bengt Fredrik Fries como autoridad en la descripción y taxonomía en zoología.